# Florián Zedník
Florián Zedník (3. června 1824 Určice – 25. listopadu 1879 Brno) byl rakouský stavitel a politik české národnosti; poslanec Moravského zemského sněmu a organizátor české menšiny v Brně.

## Biografie
Vychodil obecnou školu v Určicích. Pak studoval na reálné škole v Brně a v letech 1842–1847 studoval vídeňskou polytechniku. Roku 1850 nastoupil jako elév k moravskému zemskému stavebnímu ředitelství. Později odešel ze státní služby. Od roku 1862 působil coby civilní inženýr.
Už během studií ve Vídni byl ovlivněn myšlenkami českého národního hnutí a během 50. let patřil k malé skupině vlastenecky smýšlejících Brňanů. Působil i jako sokolský funkcionář a politik. Reprezentoval českou menšinu v Brně. V roce 1868 a znovu v období let 1869–1870 byl náměstkem sokolské jednoty v Brně a potom (s přestávkami) mezi roky 1871 a 1878 starostou brněnského Sokola. Bydlel v Joštově ulici 7 v Brně. Přímo v jeho domě bývala v letech 1868–1869 sokolská tělocvična. Byl členem čtenářského spolku a roku 1874 předsedou Českého politického spolku.
V 60. letech se zapojil i do vysoké politiky. V zemských volbách v lednu 1867 byl zvolen na Moravský zemský sněm, za kurii venkovských obcí, obvod Brno, Tišnov, Ivančice. Mandát zde obhájil v krátce poté konaných zemských volbách v březnu 1867, zemských volbách 1870, zemských volbách v září 1871 a zemských volbách v prosinci 1871. Roku 1872 byl zbaven mandátu. V lednu 1867 se uvádí jako oficiální kandidát slovanského volebního výboru (Moravská národní strana, staročeská). Poslanecký slib skládal v únoru 1867 v češtině. V roce 1871 byl i náhradníkem zemského výboru.
Zemřel v listopadu 1879 po delší nemoci, kterou trpěl v posledních dvou letech. Zemřel na krvácení do mozku.
Po Floriánovi Zedníkovi byla pojmenována Zedníkova ulice (dříve ulice dra Weithofera) ve Starém Brně.